# Gardner Fox
Gardner Francis Cooper Fox (Brooklyn, Nueva York; 20 de mayo de 1911-Princeton, Nueva Jersey; 24 de diciembre de 1986) fue un escritor estadounidense, más conocido por crear numerosos personajes de cómic para la editorial DC Comics. Fue el creador de la Liga de la Justicia y uno de sus principales escritores. Historiadores del cómic cifran su legado en alrededor de 4000 historias. Además, escribió numerosas novelas con diversos seudónimos.

## Biografía

### Juventud y principio de su carrera
Fox recibió un graduado en Leyes por la Universidad de San Juan y fue admitido para un gran puesto de abogado en Nueva York. Practicó su profesión por dos años, pero con la Gran Depresión del año 1929 se hundió, y Fox empezó a escribir para el editor de DC Comics Vin Sullivan. Su primera historia fue para el personaje Steve Mallone, Abogado del Distrito. Posteriormente contribuiría con numerosos guiones para otros personajes de DC, incluyendo Zatara, Batman y especialmente Starman. También fue un asiduo colaborador como novelista en revistas de ciencia ficción de los años 1930 y 1940.

### Edad de Oro de los cómics
Fox, junto al también escritor Bill Finger, fue definitivo en la evolución de Batman. Por ejemplo, introdujo numerosas armas contra el crimen como el Batarang y el Batplano. Cocreó muchísimos personajes para DC, como Sandman con Bert Christman, Starman con Jack Burnley y Doctor Fate con Howard Sherman.
Mientras seguía escribiendo para Detective Comics, Fox se convirtió en la cabeza visible de la All-American Publications. Entonces, Fox creó personajes tan importantes como el propio Flash (con Harry Lampert), y Hombre Halcón (con Dennis Neville). Con el editor Sheldon Mayer y el dibujante E. E. Hibbard, Fox creó el primer grupo de superhéroes, la Sociedad de la Justicia de América.
Durante la Segunda Guerra Mundial, Fox trabajó en multitud de cómics y libros que, como los de sus colegas, tendrían una concepción pro-americana y militarista. Trabajó para multitud de empresas, como Marvel Comics o Timely Comics, creó a Skyman para Magazine Enterprises y, en Entertaining Comics, sirvió como guionista jefe. Con el descenso en la popularidad de los superhéroes, Fox contribuyó en otros estilos como el wéstern, humor y romance.

### Edad de Plata de los cómics
A finales de los años 1950, el editor Julius Schwartz revivió muchos de los superhéroes de la edad de oro, incluyendo a Flash. Fox ayudó remodelando al Átomo y al Hombre Halcón, y fue indispensable para la creación del nuevo grupo de superhéroes, la Liga de la Justicia de América. Fox también escribió guiones para Batman, reintroduciendo enemigos como Riddler y el Espantapájaros, que pronto se convirtieron en grandes némesis del Hombre Murciélago. Gardner Fox es también cocreador de la concepción del Multiverso que tan famosa hizo a DC y que ha sido copiado por casi todas las editoriales grandes.

### Vuelta a las novelas
Fox paró de recibir trabajo en 1968 cuando DC se negó a proporcionar seguro médico para sus autores mayores; él, que había escrito bastantes novelas de ciencia ficción en los años 40, retornó a la producción de estas obras, ya fuera bajo su nombre o bajo numerosos pseudónimos. También trabajó para el principal competidor de DC, Marvel Comics, escribiendo guiones para el Doctor Strange y Lobo Rojo.
Fox escribió aproximadamente 100 novelas de géneros tales como la ciencia ficción, espadas y hechicería, espionaje, crimen, fantasía, romance, western, y novela histórica. Tuvo muchos pseudónimos, como Jefferson Cooper, Bart Sommers, Paul Dean, Ray Gardner y Lynna Cooper.

### Final de su vida
Hasta su muerte, Fox fue atendido por su esposa Lynda, su hijo Jeffrey, su hija Lynda, y cuatro nietos.

## Legado
En 2002, el canal Cartoon Network emitió un episodio de la serie animada Liga de la Justicia titulado «Legends», un homenaje dedicado a Gardner Fox.

## Premios
- 1962 Dos premios Alley, por Mejor Guionista y por Mejor Novela en formato libro («The Planet that Came to a Standstill» en Mystery in Space #75).[10]
- 1963 Premio Alley por Novela Favorita («Crisis on Earths 1 and 2» en Justice League of America #21-22).[11]
- 1965 Premio Alley por Mejor Novela («Solomon Grundy Goes on a Rampage» en Showcase #55).[12]
- 2007 Recibió el «Bill Finger Award for Excellence in Comic Book Writing» (Premio a la excelencia en la escritura de cómics) otorgado por la Comic-Con International a título póstumo.[13]